# Пац, Николай Николаевич
Николай Николаевич Пац (ок. 1527—1585) — государственный и религиозный деятель Великого княжества Литовского, секретарь королевский, епископ киевский (1557—1582), каштелян смоленский (1583—1585).

## Биография
Представитель литовского магнатского рода Пацов герба «Гоздава». Второй сын воеводы подляшского Николая Юрьевича Паца и Александры Александровны Гольшанской. Братья — воевода витебский Станислав, каштелян смоленский Доминик и каштелян виленский Павел, сёстры — Ядвига, Александра и Феодора.
Вначале занимал должность королевского секретаря. В 1557 году Николай Пац получил от польского короля и великого князя литовского Сигизмунда II Августа назначение в сан епископа киевского, но не был утверждён папским престолом. Сторонник заключения Люблинской унии (1569). Перешёл из католичества в кальвинизм, сохранив епископское место в сенате Речи Посполитой. В 1582 году под давлением короля вынужден был отказаться от сана епископа и получил в 1583 году от Стефана Батория должность каштеляна смоленского.